# Rubribreza
Rubribreza (Servisch cyrillisch: Рубрибреза) is een plaats in de Servische gemeente Lajkovac. De plaats telt 811 inwoners (2002).